# Лас Минас (Виља Идалго)
Лас Минас (шп. Las Minas) насеље је у Мексику у савезној држави Оахака у општини Виља Идалго. Насеље се налази на надморској висини од 968 м.

## Становништво
Према подацима из 2010. године у насељу су живела 2 становника.

### Хронологија
| Година       | 2000        | 2005       | 2010 |
| ------------ | ----------- | ---------- | ---- |
| Становништво | 31 (9 / 22) | 12 (3 / 9) | 2    |

### Попис
| # | Индикатор                     | Вредност |
| - | ----------------------------- | -------- |
| 1 | Укупно домаћинстава           | 3        |
| 2 | Укупно насељених домаћинстава | 1        |
| 3 | Величина локације             | 1        |